# Billy Hart
Pour les articles homonymes, voir Hart.
William « Billy » Hart, né le 29 novembre 1940 à Washington, est un percussionniste et batteur de jazz américain.
Il a joué avec Miles Davis, sur les albums "Big Fun" (CBS S88024) et On the Corner (CBS CK63980) en 1972 et avec Santi Debriano, sur l'album "Obeah" (Free Lance Records FRL008) en 1987.
Avec Dave Liebman, Richie Beirach et Ron McClure, il participe au groupe Quest (en).